# Coupe d'Irlande de football 2024
Navigation
Édition précédente Édition suivante
La Coupe d'Irlande de football 2024 est la 104e édition de la Coupe d'Irlande de football organisée par la Fédération d'Irlande de football. La compétition porte le nom de son sponsor principal : Extra.ie FAI Senior Cup. Elle commence en avril pour se terminer en novembre 2024. Le vainqueur gagne le droit de participer à la Ligue Conférence 2025-2026. Le St. Patrick's Athletic FC défend son trophée acquis en 2023.

## Organisation
Vingt équipes amateures sont invitées à participer à la compétition. Elles sont issues des compétitions Intermediate et Junior du Leinster, du Munster et d'Ulster.
Elle viennent compléter les vingt équipes disputant le championnat d'Irlande de football.
Ce sont donc quarante équipes qui participent à cette édition de la coupe d'Irlande.
La formule évolue un petit peu cette année. Plus de tour préliminaire, les équipes amateures disputent directement le premier tour et intègrent ainsi symboliquement la compétition à proprement parler.

## Participants
Les vingt équipes amateures invitées sont : Ayrfield United FC, Ballyfermot United SSC, Carrigaline United AFC, Cobh Wanderers AFC, Cockhill Celtic FC, College Corinthians AFC, Colinstown FC, Glebe North FC, Gorey Rangers AFC, Kilbarrack United FC, Leeds AFC, Maynooth University Town FC, Midleton FC, Pike Rovers FC, Ringmahon Rangers FC, Rockmount AFC, St. Francis Football Club, Villa FC, Wayside Celtic FC, Wilton United FC.
Ces équipes ont en commun de s'être qualifiées pour les huitièmes de finale de la FAI Intermediate Cup ou en demi-finale de la FAI Junior Cup.
| League of Ireland Premier Division | League of Ireland First Division | Leinster Senior League | Munster Senior League | Autres ligues |
| --- | --- | --- | --- | --- |
| - Bohemian FC - Derry City FC - Drogheda United - Dundalk FC - Galway United - St. Patrick's Athletic FC - Shamrock Rovers - Shelbourne FC - Sligo Rovers - Waterford FC | - Athlone Town - Bray Wanderers - Cobh Ramblers - Cork City FC - Finn Harps - Kerry FC - Longford Town - Treaty United FC - UCD - Wexford FC | - Ayrfield United - Ballyfermot United - Collinstown - Glebe North - Gorey Rangers - Kilbarrack United - Maynooth University Town - St. Francis - Wayside Celtic | - Carrigaline United - Cobh Wanderers - College Corinthians - Leeds FC - Midleton FC - Ringmahon Rangers - Rockmount AFC - Wilton United | - Cockhill Celtic (Inishowen Football League) - Pike Rovers (Limerick & District League) - Villa FC (Waterford & District League) |

## Compétition

### Premier tour
Le premier tour concerne les équipes amateures. Seize d'entre elles sont désignées par un tirage au sort pour participer à un tour de qualification. Les quatre restantes sont directement qualifiées pour le deuxième tour. Le tirage au sort a lieu le 16 avril 2024.
| Club recevant            | Score           | Club visiteur   | Lieu de la rencontre             | Date        |
| ------------------------ | --------------- | --------------- | -------------------------------- | ----------- |
| Wayside Celtic           | 2-1 a. p.       | Collinstown     | Jackson Park                     | 17 mai 2024 |
| College Corinthians      | 4-5             | Cobh Wanderers  | Castletreasure                   | 18 mai 2024 |
| Midleton                 | 3-0             | St Francis FC   | Knockgriffin Park                | 18 mai 2024 |
| Maynooth University Town | 1-4             | Gorey Rangers   | Rathcoffey Road                  | 18 mai 2024 |
| Cockhill Celtic          | 7-1             | Ayrfield United | Charlie O'Donnell Sports Grounds | 19 mai 2024 |
| Pike Rovers              | 1-1 t. a. b.3-1 | Villa AFC       | Pike Rovers Complex              | 19 mai 2024 |
| Wilton United            | 1-0             | Glebe North     | Pat Bowdren Park                 | 19 mai 2024 |
| Ballyfermot United       | 3-0             | Rockmount FC    | Cloverhill Road                  | 19 mai 2024 |

Carrigaline United, Ringmahon Rangers, Leeds AFC et Kilbarrack United sont donc exemptés du premier tour et automatiquement qualifiés pour la suite de la compétition,.

### Deuxième tour
Le deuxième tour voit l'entrée en lice des équipes professionnelles. Le tirage au sort a lieu le 6 juin 2024.
Le premier match tiré au sort est le derby dublinois, le Bohemian FC recevant les Shamrock Rovers. Mais d'autres matchs attirent l'attention comme le derby de Louth entre Drogheda United et le Dundalk FC ou la rencontre entre Derry City FC qui accueille le tenant du titre St. Patrick's Athletic FC, trois jours avant les matchs de coupe d'Europe.
| Club recevant      | Score             | Club visiteur             | Lieu de la rencontre     | Date            |
| ------------------ | ----------------- | ------------------------- | ------------------------ | --------------- |
| Bohemian FC        | 1-0               | Shamrock Rovers           | Dalymount Park           | 19 juillet 2024 |
| Athlone Town       | 1-0               | Ringmahon Rangers         | Athlone Town Stadium     | 19 juillet 2024 |
| Drogheda United    | 2-1               | Dundalk FC                | United Park              | 19 juillet 2024 |
| Wilton United      | 2-1               | Carrigaline United        | Pat Bowdren Park         | 19 juillet 2024 |
| Cobh Ramblers FC   | 0-2               | Kerry FC                  | St. Colman's Park        | 19 juillet 2024 |
| Galway United      | 6-0               | Longford Town             | Eamonn Deacy Park        | 19 juillet 2024 |
| Treaty United FC   | 0-0 (4-1)t. a. b. | Kilbarrack United         | Markets Field            | 19 juillet 2024 |
| Waterford FC       | 2-1               | Cockhill Celtic           | Regional Sports Centre   | 19 juillet 2024 |
| Cork City FC       | 1-0               | Finn Harps                | Turners Cross            | 20 juillet 2024 |
| Pike Rovers        | 3-1               | Midleton FC               | Pike Rovers Complex      | 20 juillet 2024 |
| Sligo Rovers       | 3-0               | Cobh Wanderers            | The Showgrounds          | 21 juillet 2024 |
| Ballyfermot United | 3-1               | Leeds AFC                 | Cloverhill Road          | 21 juillet 2024 |
| Wayside Celtic     | 1-3               | Wexford FC                | Jackson Park             | 21 juillet 2024 |
| Gorey Rangers      | 0-4               | UCD                       | Altura Credit Union Park | 21 juillet 2024 |
| Bray Wanderers     | 0-1               | Shelbourne FC             | Carlisle Grounds         | 21 juillet 2024 |
| Derry City FC      | 3-0               | St. Patrick's Athletic FC | Brandywell Stadium       | 21 juillet 2024 |

Le derby de Dublin se termine avec la victoire des Bohemians sur les Shamrock Rovers sur le score de 1 but à 0. Coincé entre deux tours de Ligue des champions, la rencontre arrivait au plus mauvais moment pour les Hoops qui ont mis une partie de son effectif au repos pour cette rencontre. Le derby de Louth a vu la victoire de Drogheda sur Dundalk. Le derniers du championnat prennent leur revanche après leur défaite en championnat deux semaines auparavant.

### Troisième tour
Le tirage au sort a lieu le 23 juillet 2024.
| Club recevant      | Score              | Club visiteur | Lieu de la rencontre   | Date         |
| ------------------ | ------------------ | ------------- | ---------------------- | ------------ |
| Ballyfermot United | 0-3                | Wexford FC    | Cloverhill Road        | 16 août 2024 |
| Cork City FC       | 0-1                | Derry City FC | Turners Cross          | 16 août 2024 |
| Drogheda United    | 9-0                | Wilton United | United Park            | 16 août 2024 |
| Shelbourne FC      | 1-1 (5-3) t. a. b. | Galway United | Tolka Park             | 16 août 2024 |
| Treaty United FC   | 7-0                | Pike Rovers   | Markets Field          | 16 août 2024 |
| Waterford FC       | 2-3                | Athlone Town  | Regional Sports Centre | 16 août 2024 |
| Sligo Rovers       | 0-2                | UCD           | The Showgrounds        | 17 août 2024 |
| Kerry FC           | 2-2 (2-4) t. a. b. | Bohemian FC   | Mounthawk Park         | 18 août 2024 |

### Quarts de finale
| Quart de finale 1       | Athlone Town         | 1 - 4 | Drogheda United                                                              | Athlone Town Stadium |  |
| 13 septembre 2024 19:45 | Dean Ebbe 85e (pen.) | (0-1) | Douglas Taylor 12e 52e · Ryan Brennan 65e · Adam Foley 81e · Jack Keaney 85e |                      |  |

| Quart de finale 2       | UCD | 0 - 4 | Bohemian FC                                                | UCD Bowl |  |
| 13 septembre 2024 19:45 |     | (0-1) | Ross Tierney 34e 55e · Alex Grieve 88e · Martin Miller 90e |          |  |

| Quart de finale 3       | Wexford FC                                    | 4 - 1 | Treaty United FC     | Ferrycarrig Park |  |
| 13 septembre 2024 19:45 | Divin Isamala 9e 27e · Thomas Oluwa 11e 45+4e | (4-0) | Trpimir Vrljicak 90e |                  |  |

| Quart de finale 4       | Derry City FC                         | 2 - 0 | Shelbourne FC | Brandywell Stadium |  |
| 14 septembre 2024 17:45 | Michael Duffy 23e · Daniel Mullen 64e | (1-0) |               |                    |  |

### Demi-finales
| Demi-finale 1        | Bohemian FC | 0 - 2 | Derry City FC         | Dalymount Park |  |
| 4 octobre 2024 19:45 |             | (0-1) | Michael Duffy 40e 72e |                |  |

| Demi-finale 2        | Drogheda United                           | 3 - 2 | Wexford FC          | United Park |  |
| 6 octobre 2024 15:00 | Adam Foley 65e 90+2e · Douglas Taylor 77e | (0-1) | Aaron Dobbs 42e 79e |             |  |

### Finale
| Finale                 | Derry City FC | 0 - 2 | Drogheda United                              | Aviva Stadium                                  |                                                |
| 10 novembre 2024 15:00 |               | (0-1) | Andrew Quinn 38e · Douglas Taylor 56e (pen.) | Spectateurs : 38 723 Arbitrage : Robert Harvey | Spectateurs : 38 723 Arbitrage : Robert Harvey |